# 劉厝里 (臺南市)
劉厝里位於臺灣臺南市西港區西北部，與七股區、佳里區相鄰:587:109。里內原有劉厝、蚶西港、中社仔三個聚落:597:109，2018年1月29日里界調整後，原屬新復里的麻豆寮仔被改劃入劉厝里的範圍。

## 沿革
該里在日治時期屬於西港庄大字劉厝，二次大戰設為劉厝村:587:109。2010年12月25日，因臺南縣市合併升格，改為劉厝里。2018年1月29日，調整了與新復里之間的里界。

## 聚落與地名

劉厝範圍變化圖。綠線為清末日治初期的劉厝庄邊界，藍線是2018年調整里界前的劉厝里邊界，紅線則是2018年的劉厝里新邊界。
劉厝、中社仔、蚶西港、麻豆寮仔（麻豆寮）、中庄（已不存）、許厝（已不存）

劉厝在劉厝大排（七股溪上游）南邊，因為是劉姓家族所建立的聚落而得名:587:110。劉姓家族的開臺祖名為劉登魁，來自「福建省泉州府同安縣廿四都後山尾窗裡社」，傳有三子，分別是大房劉國禎、二房劉國棟、三房劉國樑。庄廟是聖帝宮。
蚶西港在劉厝北邊，舊名「含西港」，是臺江內海港口之一，以黃姓為大姓:588:109。劉厝劉家開臺祖劉登魁據說即是從含西港上岸，而昔日港口的位置在今劉厝橋一帶，該處有著「舢板頭」的舊地名:588:109。此外相對於佳里區的「外渡頭」，含西港內有稱為「內渡頭」的小地名:588:109。另外過去七股溪往上游在西港分成兩條，北邊叫「頂頭港」，即含西港:109。南邊叫下頭港，現為南寶樹脂南側的水圳:109。而「含西」據說是魚名，有傳說過去有一對大含西從大海游到此地，破壞了當地的風水，結果一隻被當地居民打死，另一隻則逃到了八份（港東里）才死去:109。過去聚落規模很大，當時庄廟開仙真宮參與西港香時可以出兩組宋江陣、兩組跳鼓陣和一組天子門生:588:109。
中社仔則在劉厝西邊，居民多為王姓，名稱由來是因為位在劉厝與外渡頭之間的關係:588:110。另外過去在劉厝東邊曾有一個名叫「許厝」的聚落，但後來說因為風水不佳不安寧的關係，在日治時期該聚落就散庄了:588:109。
麻豆寮仔（麻豆寮）原屬新復里，2018年1月29日調整里界後改屬劉厝里。居民來自七股區竹橋里的「麻豆寮仔（麻豆寮）」，相對於七股的麻豆寮仔又稱為「東寮仔（東爿寮仔）」:594:103。

## 宗教信仰
該里境內有劉厝聖帝宮、蚶西港開仙真宮等廟宇:588。

## 景點
- 劉厝古墓：2001年2月所發現的兩座古墓，分別是劉厝劉姓開臺祖劉登魁墓與來臺二代祖媽劉陳孝淑孺人墓[4]:110。因為過去曾文溪多次的改道淤積，兩座古墓被埋在地底多年，現離地面有13臺尺（約3.93公尺）的差距[4]:110。而根據參與發掘工作的成功大學歷史系教授林瑞明表示，古墓所用磚頭都是從泉州所運來[4]:111。
- 劉家古厝：位在劉厝聖帝宮旁，又稱劉楩楠古厝[4]:112。該古厝約建於光緒年間，正門門額寫著「薰風南來」，兩邊牆上則用磚頭砌了六個壽字[4]:112。